# Казимир III
Казимир III Великий (пол. Kazimierz III Wielki; 30 апреля 1310 — 5 ноября 1370) — король Польши, вступил на престол 2 марта 1333 года (коронация 25 апреля 1333 года). Последний король из династии Пястов.

## Правление

### Происхождение и брачные планы
Третий сын короля Польши Владислава I Локетка и Ядвиги Калишской, дочери князя Болеслава Набожного. У Казимира было два старших брата, Стефан и Владислав, которые умерли в 1306 и 1312 годах соответственно, и Казимир уже в возрасте двух лет стал единственным наследником польского трона. Он вырос в Вавельском замке, получил хорошее образование.
В июне или июле 1315 года Казимир, в возрасте пяти лет, был помолвлен с чешской принцессой Бонной, дочерью короля Яна Люксембургского. Брак с дочерью чешского короля должен был разрешить вопрос о претензиях люксембургцев на польский престол, но когда у Яна родились два сына, он решил сохранить свои притязания и разорвал помолвку. Вероятно, в 1321 или 1322 году Казимир был обручен с Анной, дочерью короля Германии Фридриха III Габсбурга, но этот проект был похоронен после поражения Фридриха в битве при Мюльдорфе. В итоге, для заключения союза с Литвой, 16 октября 1325 года в возрасте 15 лет Казимир женился на дочери великого князя литовского Гедимина Альдоне, которая перед свадьбой крестилась и приняла имя Анна.

### Поездка в Венгрию
В последние годы жизни Владислав Локетек начал приобщать сына к управлению королевством. В 1329 году он направил его к венгерскому двору с целью получения военной поддержки и укрепления союза, направленного против коалиции Тевтонского ордена и Чехии. Во время пребывания Казимира при венгерском дворе произошел скандал с его участием. Существуют две трактовки событий. Согласно одной из них, у Казимира был скрытый роман с прекрасной Кларой Зак, придворной дамой его сестры Елизаветы. По другой версии, имело место изнасилование. Вероятно, Клара забеременела. В обеих версиях упоминается участие королевы Елизаветы в организации свидания Казимира и Клары. После отъезда Казимира эта история получила огласку благодаря действиям тевтонских агентов. 17 апреля 1330 года рыцарь Фелициан Зак, отец Клары, ворвался с мечом в королевские покои. Желая отомстить, он напал на королеву, отрубил ей четыре пальца, а пытавшегося защитить её короля ранил в плечо. После этого он бросился на королевичей, но был убит Яном Челени, придворным королевы. Король приказал расчленить труп Фелициана и выставить на всеобщее обозрение в крупных венгерских городах, члены его семьи были казнены и лишены имущества. Саму Клару изуродовали и возили по городам страны.
Ни один из источников того времени никоим образом не связывает убийство с личностью Казимира и не называет опозорение Клары причиной нападения. Это делают гораздо более поздние тевтонские источники, а также сообщение анонимного венецианского летописца и хроника Генриха фон Мюгельна. Из этих источников черпал информацию Ян Длугош при изложении версии событий в своей летописи. Следовательно, можно сомневаться в справедливости этих событий, тем более что тевтонские рыцари рассматривали дискредитацию Казимира как способ снижения престижа Польского королевства. Ян Домбровский считает такое изложение событий сплетней. Впрочем, в объективности польских историков в данном случае также можно усомниться.

### Наместничество в Великой Польше, Серадзе и Куявии
Ещё до поездки Венгрию, в феврале 1329 года Казимир участвовал в вооруженном походе своего отца на Хелминскую землю. 26 мая 1331 года Владислав Локетек назначил Казимира наместником Великой Польши, Серадза и Куявии. Непонятна цель этого назначения; возможно король ожидал одновременного нападения на Польшу тевтонских рыцарей и чехов. Впрочем, это наместничество было только номинальным, поскольку ничего не известно о каких-либо документах, выданных Казимиром в качестве наместника.
На сентябрь 1331 года тевтонско-чешская коалиция запланировала решающий удар. Союзники должны были встретиться под Калишем, однако Ян Люксембургский до октября был занят силезскими проблемами. В отсутствие войск союзника тевтонские рыцари сняли осаду Калиша и начали отступление, во время которого произошла битве под Пловцами, в которой участвовал и Казимир. Ход этого сражения, как и многие другие события, в источниках описывается по-разному; по наиболее вероятной версии в первой части сражения победили поляки, исход второй остался неопределенным.. Более поздние тевтонские источники утверждали, что Казимир в панике бежал с поля боя. Не исключено, что он отступил по приказу отца — эту версию первым в своей летописи упомянул Ян Длугош. Тем не менее, версия о побеге представляется весьма вероятной из-за тона рассказа, содержащегося в Малопольском ежегоднике. Источник сообщает, что часть польского рыцарства покинула поле боя ещё до его окончания.

### Вступление на трон и первые дипломатические успехи
Владислав Локетек умер 2 марта 1333 года. Перед смертью он завещал своему сыну вернуть утраченные Куявию, Добжинскую землю и, вероятно, Померелию (Гданьскую Померанию). На съезде польского рыцарства Казимира единогласно провозгласили новым правителем и назначили дату коронации. 25 апреля в Кракове архиепископ гнезненский Янислав короновал Казимира и его жену Анну.
Когда двадцатитрехлетний Казимир вступил на трон, Польское государство находилось в очень сложном положении. Оно занимало площадь чуть более 100 тыс. км² и состояло из двух провинций — Малой и Великой Польши, разделенных самостоятельными княжествами: Серадзким и Ленчицким. Владели ими соответственно племянники Владислава Локетека Пшемысл Иновроцлавский и Владислав Горбатый. Они были безусловно преданы своему дяде, но не было очевидно, что они также будут послушны двоюродному брату. Куявия, Добжинская земля и Померелия были оккупированы тевтонскими рыцарями, с которыми действовало временное перемирие. Отношения с Бранденбургом были не очень хорошими, с Чехией Польское королевство формально находилось в состоянии войны. Большинство силезских князей, также как и плоцкий князь Вацлав, признали себя вассалами Чехии. Остальные мазовецкие княжества лавировали между Польшей и Тевтонским орденом. Галицкий князь Юрий-Болеслав сам больше нуждался в поддержке, чем мог её оказать. Отношения с языческой Литвой были хорошими, но союз с ней мог привести к международной изоляции Польского королевства, как это случилось в конце правления Локетека. Единственным твердым союзником Польского королевства была Венгрия, однако это было несбалансированное соглашение, поскольку для Венгрии союз с Польшей был лишь одним из нескольких. Также не до конца был урегулирован вопрос королевского титула — в глазах европейских правителей Казимир был королем Кракова, а законным королем Польским был Ян Люксембургский..
В сложившейся ситуации главной задачей молодого короля было не допустить возобновления войны, особенно на два фронта, но даже войны с одним противником следовало избегать, поскольку и тевтонские рыцари, и чехи располагали значительно большей силой, чем Польское королевство. Первым шагом стало заключение союза с Виттельсбахами — 31 июля 1333 года было заключено двухлетнее соглашение о приграничном сотрудничестве против грабежей и грабежей с маркграфом Бранденбургским Людвигом, сыном императора Людвига IV. В апреле 1335 года в Германии началась борьба за Каринтию между Люксембургами, Габсбургами и Виттельсбахами. Соглашение Габсбургов с Виттельсбахами, направленное против первых, сделало польского короля важным потенциальным союзником для обеих сторон против Яна Люксембургского. Стремясь не допустить этого, король Чехии решил вступить в переговоры с Казимиром, отправив к нему своего сына Карла. Переговоры завершились подписанием 28 мая в Сандомире перемирия до 24 июля 1336 года. Важным моментом было неучастие в этих переговорах тевтонских рыцарей, что было значительным успехом польской дипломатии. Чешский король имел в отношении них предыдущие обязательства, однако благоприятная для Польши международная ситуация способствовала расколу коалиции между тевтонскими рыцарями и Люксембургами, хотя это не означало прекращения сотрудничества между ними.
После соглашения с Люксембургами Казимир предпринял шаги, чтобы отложить ратификацию соглашения с Виттельсбахами. Он направил своих представителей, которые 20 июня заключили подробное соглашение с императором Людвигом IV и его сыном, маркграфом Людвигом Бранденбургским, предусматривающее, в том числе, брак дочери Казимира Кунигунды с младшим сыном императора Людвигом Римлянином. Также была установлена дата и место ратификации договора и обмена документами между королем и маркграфом Бранденбургским — 8 сентября. Таким образом, Казимир, с одной стороны, продолжал оказывать давление на Яна Люксембургского, а с другой стороны, избегал необходимости окончательно выполнять обязательства по отношению к Виттельсбахам, поскольку союз с императором мог оттолкнуть от Польши враждебно настроенного по отношению к Виттельсбахам папу Иоанна XXII, что в контексте конфликта с тевтонскими рыцарями было нежелательно. В конце концов Казимир отказался от ратификации договора с императором письмом, сформулированным таким образом, чтобы в случае неудачи в переговорах с Люксембургами можно было вернуться к концепции альянса. Когда было заключено соглашение с Люксембургами, польско-бранденбургский союз стал ненужным. Отношения с Виттельсбахами стали холодными. Они стали откровенно враждебными, когда в 1338 году между Яном Люксембургским и Людовиком IV вспыхнул конфликт. Казимир тогда поддержал своего нового союзника, рассчитывая на его помощь в конфликтах с тевтонскими рыцарями.
Мирное соглашение с Чешским королевством было заключено 19 ноября 1335 года во время съезда в Вишеграде, в котором приняли участие короли польский, чешский и венгерский. Стороны договорились о том, что Ян Люксембургский отказывается от претензий на польский трон с компенсацией в размере 20 тысяч грошей. Казимир, в свою очередь, признает суверенитет Чешского королевства над Силезией. Главным же пунктом стало заключение оборонительного союза трёх стран против Габсбургов. Мир был закреплен соглашением о браке внука Яна Люксембургского, Иоганна Баварского, и дочери Казимира Елизаветы. После Вишеградского съезда Казимир стал полностью признанным польским королем. На обратном пути Казимир по приглашению чешского короля приехал в Прагу, где провел несколько дней и был принят с большими почестями..

### Соглашение с Тевтонским орденом
Перемирие с тевтонскими рыцарями Казимиру удалось продлить несколько раз до 24 июня 1336 года и тем самым снять угрозу войны. Территориальные споры польского королевства и Ордена были вынесены на арбитраж королей Чехии и Венгрии. Арбитры решили, что Куявия и Добжинская земля должны быть возвращены Польше, а Померелия (Гданьская Померания) должна была оставаться во владении тевтонских рыцарей. Противоборствующие стороны также должны были отказаться от всех военных компенсаций и предоставить амнистию подданным, бежавшим на территорию противника во время последней войны. Ни одна из сторон не была удовлетворена результатами арбитража; также встал вопрос о необходимости утверждения его папой. Стороны продлили перемирие до 1337 года.
Переговоры продолжились в 1337 году в Иновроцлаве и завершились заключением более выгодного для поляков соглашения. В отношении Померелии речь шла не о передаче её Ордену в вечное владение, а только об отказе Казимира от прав на эту землю, унаследованных им от отца. До ратификации договора Тевтонский орден передал Польскому королевству Иновроцлавское княжество в Куявии.
Соглашение в Иновроцлаве в итоге также не было ратифицировано сторонами, и 4 мая 1338 года папа Бенедикт XII издал буллу, в которой приказал начать канонический процесс. Судебное разбирательство началось 4 февраля 1339 года. 15 сентября был вынесен приговор, предписывающий Тевтонскому ордену вернуть полякам все захваченные им земли и выплатить компенсацию в размере 194 500 гривен. Кроме того, судьи отлучили от церкви великого магистра Дитриха фон Альтенбурга, комтуров и ведущих командиров ордена. Однако тевтонские рыцари обратились к папе, и он отменил приговор, посчитав, что в разбирательстве были процедурные нарушения.
Начавшаяся в 1340 году борьба с Литвой за Галицкую Русь препятствовала вооруженному возврату земель, оккупированных тевтонскими рыцарями. Действия ордена против Литвы могли оказаться полезными. В этой ситуации нужно было заключить мир. Осенью 1341 года в Торуни состоялась встреча Казимира, великого магистра Дитриха фон Альтенбурга, короля Венгрии Карла Роберта и представителей Люксембургов. Польско-тевтонские переговоры были прерваны из-за смерти великого магистра и возобновлены в 1343 году в Калише. Итоговое мирное соглашение было подписано в Калише 8 июля в Калише. Казимир и великий магистр Людольф Кёниг обменялись подписанными документами и поклялись сохранить мир. Было решено, что будут реализованы иновроцлавские условия с некоторыми изменениями. Казимир отказался от своих прав на Померелию. Взамен Орден вернул остальную часть Куявии и Добжинскую землю. Он также должен был выплатить 10 000 флоринов в качестве компенсации. Несмотря на неполную реализацию (Казимир не переставал титуловаться хозяином и наследником Померелии, тевтонские рыцари ничего не выплатили из обещанных 10 000 флоринов) Калишский мир оказался очень прочным — он оставался в силе до 1409 года..

### Отношения с Венгрией
Казимир на протяжении всего своего правления сохранял унаследованный от отца союз с анжуйской династией, владевшей венгерским троном. Благодаря реформам, проведенным королем Карлом Робертом и его сыном Людовиком (Лаойшем) Великим, а также золотым рудникам Венгрия стала ведущей политической державой Центральной Европы того времени. Поддержка такого союзника в ключевые моменты очень пригодилась Казимиру, но она не была бесплатной. Вероятно, ещё в 1327 году Локетек обещал анжуйцам польский трон в случае своей смерти без наследника мужского пола. Казимир впоследствии несколько раз повторял анжуйцам обещание завещать польский престол в случае пресечения правящий линии династии Пястов. Возможно, он впервые сделал это на Вишеградском съезде в 1335 году.
Согласно более поздним источникам — Будской хронике и «Хроники венгров» Яноша Туроци XV века — в июле 1339 года Казимир прибыл в Вишеград и объявил о назначении Людовика своим наследником. В этом съезде участвовал, вероятно, и Юрий-Болеслав Галицкий. Скорее всего, Карл I Роберт уступил тогда Казимиру венгерские права на Галицкое княжество и пообещал зятю поддержку в возможном захвате Галицкой Руси и в возможной войне с тевтонскими рыцарями. Также венгерский король пообещал, что польский король из анжуйской династии будет стремиться вернуть утраченные земли Польского королевства.

### Завоевание Галицкой Руси
В первые годы правления Казимир поддерживал хорошие отношения как с литовскими князьями, так и с князем Юрием-Болеславом Галицким. Вероятно, ещё до Второго Вышеградского съезда 1339 года Казимир заключил соглашение с последним. Князь обещал Казимиру галицкий престол в случае своей бездетной смерти в обмен на помощь польского короля. 7 апреля 1340 года тридцатилетний князь был отравлен. Началась долгая борьба за галицкое наследство. Главным соперником польского короля были литовцы; в 1339 году умерла его жена Альдона (Анна), а в 1341 году умер Гедимин. Союз с Литвой перестал существовать.
После смерти Юрия-Болеслава Волынь захватил литовский князь Любарт, а в Галиче образовалось боярское правительство во главе с воеводой Дмитрием Детько. Казимир с большой армией в июне 1340 году отправился в Галицкую Русь и завладел её галичскую часть. Боярин Детько признал его своим сюзереном. Но уже вскоре он начал искать пути выхода из-под власти Казимира и обратился за помощью к Золотой орде. В начале 1341 года монголы вторглись в Малую Польшу. Они достигли Вислы с намерением переправиться на левый берег. Дорогу им преградили польские войска с во главе с Казимиром. После битвы на Висле монголы были вынуждены отступить. Детько снова подчинился королю и, как наместник, получил широкие полномочия..
В 1349 году Казимир начал новое наступление на Галицкую Русь. Он хотел воспользоваться ослаблением Литвы после поражения от тевтонских рыцарей в битве на Стреве. Предварительно он договорился о невмешательстве в ситуацию с чехами, Орденом и Золотой Ордой. Экспедиция оказалась успешной — была захвачена вся территория бывшего Галицко-Волынского княжества, за исключением Луцка. В мае следующего года литовцы вторглись в Мазовию и нанесли ей большие разрушения. В августе они вторглись в Галицкую Русь, захватили Владимир, Белз, Брест и некоторые мелкие города, взяли много пленных.
Было подписано новое мирное соглашение, по которому Литва вернула себе Волынскую Русь, за исключением Львова.
В последующее десятилетия обе стороны предпринимали неоднократные попытки отвоевать территории друг у друга, но без особого успеха. Положение изменилось в 1366 году, когда Казимир совершил успешную экспедицию. Поляки захватили Холм, Белз, Владимир и Луцк, заставив подписать литовцев уже четвёртый по счёту мирный договор. По новому договору Любарт получал лишь Луцкую землю и часть Владимирской, а Казимир — всю остальную часть Волыни и Галицию. Управление Волынью Казимир передал князю Александру Кориатовичу.

### Польско-чешская война
К 1344 году отношения между императорской династией Виттельсбахов и их основными соперниками, чешскими Люксембургами, поддерживавшимися папой Климентом VI, стали особенно напряженными. Одним из противников Люксембургов был князь свидницкий Болеслав II Малый, единственный из силезских князей, не признавших суверенитет чешской короны. Вероятно, по его инициативе произошло возобновление польско-бранденбургского сближения в конце 1344 года. 1 января 1345 года Казимир заключил союз с императором Людовигом IV, направленный против Люксембургов. Одной из составляющих этого союза было возвращение к оговоренному ещё в 1335 году браку дочери Казимира Кунигунды с одним из младших сыновей императора Людвигом Римлянином. Свадьба состоялась летом того же года, поэтому договор вступил в силу. Таким образом, Казимир присоединился к антилюксембургской коалиции в составе Виттельсбахов, Людовика Венгерского и Болеслава Малого.
Польско-чешские отношения становились все более напряженными. В марте 1345 года, вероятно, по приказу Казимира в Калише был заключен в тюрьму принц Карл Люксембургский, возвращавшийся из поездки к тевтонским рыцарям. Предлогом для этого были неоплаченные долги чешского королевича. Пленнику, впрочем, удалось вскоре скрыться, но такие откровенно враждебные действия не могли остаться без ответа. В апреле или начале мая 1345 года король Ян Люксембургский напал на Болеслава Свидницкого, захватив предместья Свидницы. В июне, при поддержке венгерских и литовских сил, Казимир в отместку опустошил Опавское княжество и безуспешно осадил Жоры. 29 июня 1345 года чешский король Ян Люксембургский, собрав большую и хорошо вооруженную армию, прибыл к городу и снял осаду. Намечалось большое сражение, но Казимир от него уклонился и стал отступать к Кракову. Возможно, он надеялся, что чешские войска остановятся на границе королевства Польского, но Ян Люксембургский поступил иначе — он остановился только 12 июля под Краковом и начал 8-дневную осаду города. На помощь полякам пришли венгры и Ян приказал отступить. В сентябре было заключено перемирие между Казимиром, Болеславом Свидницким и Яном Люксембургским.
Перемирие сохранялось до 1348 года. В борьбе Виттельсбахов и Люксембургов за императорскую корону последние преуспели — 11 июля 1346 года Карл Люксембургский при поддержке папы был избран королем Германии (по факту, анти-королем), что привело к сосредоточению внимания Люксембургов на делах империи. Кроме того, 26 августа 1346 года в битве при Креси пал Ян Люксембургский. Мирные переговоры продолжались в течение нескольких месяцев и завершились 11 октября 1347 года со смертью императора Людвига IV. Позиции Карла IV, короля Германии и Чехии, сильно укрепилось. Однако Казимир, вероятно предвидя, что усилия по получению императорской короны отберут у Карла основное внимание, активизировал действия в Силезии. В конце марта или начале апреля 1348 года польские войска вторглись во Вроцлавское княжество. Вероятно, это была просто демонстрация силы, направленная на укрепление позиций перед мирными переговорами. Война завершилась подписанием 22 ноября 1348 года Намыслувского мира, не зафиксировавшего никаких территориальных изменений. Был подтвержден (хотя и не впрямую) суверенитет Чехии над Силезией и отказ чешского короля от претензий на польскую корону. Документ был невыгоден только для свидницкого князя, поскольку не оставлял ему возможности для самостоятельного выбора суверена. Болеслав, впрочем, в последующие годы начал сближение с Люксембургами и завершил его организацией брака своей племянницы Анны c Карлом Люксембургским.

## Внутренняя политика
Казимир Великий имел дипломатические успехи и организовывал победоносные военные экспедиции, прежде всего, благодаря проведению последовательной и в то же время реформистской внутренней политики. Он стремился создать прочную материальную и правовую основу своего правления. Была введена единая система государственного управления. Рядом с правителем действовал назначаемый им королевский совет, выполнявший консультативные функции. В её состав входили маршал, отвечающий за государственную безопасность, канцлер, в основном занимающийся внешней политикой, подскарбий, управляющий казначейством. Представителями короля на местах были старосты, назначаемые и увольняемые им. Они выполняли административные, экономические и судебные функции. Процветающее государство Казимира нуждалось не только в разумных управленцах, но и в эффективно действующем законе, который составлял бы основу польского государственного строя..

### Административные и судебные реформы
Казимира, как сына Локетека, с самого начала поддерживали горожане. В результате получения привилегий вельможами и рыцарями при Казимире возникло рыцарское государство. Горожане были лично свободными людьми, обладали правом собственности на средства производства и товары. И рыцарство, и мещанство не было однородным, прежде всего по своему финансовому положению. Беднейшим слоем населениям были крестьяне; у них была ограниченная личная свобода и права на землю, они были подчинены суду своего господина. Казимир Великий стремился централизовать и укрепить власть, опираясь на города и дворянство. Самой большой угрозой для проведения этой политики были магнаты, поэтому король стремился ограничить экономическую мощь вельмож и духовенства и подчинить церковь королевской власти. Такая политика встретила сопротивление со стороны краковского епископа Яна Грота, который в 1334 году наложил на короля проклятие. Казимир имел много врагов среди духовенства, в том числе из-за его личной жизни, далекой от жизни образцового христианина. Отлучение от церкви было снято с него только в 1343 году.
Казимир внес существенные изменения в судебную систему и законодательство. Во второй половине XIV века были образованы два суда. Городской суд управлялся старостами и занимался уголовными делами; земельный суд, в котором заседали дворяне, разрешал гражданские споры. В 1346—1347 годах по приказу Казимира Великого была осуществлена кодификация законов, собранных в так называемый Вислицкий статут. Это было событие огромной важности, так как свод законов создавал систему правовых норм, предотвращающих различные виды злоупотреблений.
Казимир также реформировал организацию армии. Основой польских вооруженных сил была конница, состоящая из «благородных» рыцарей, одетых в кольчужные доспехи. Для боя использовались мечи, топоры, копии, а также луки и арбалеты. Если было нападение на город, все жители должны были встать на его защиту. В тяжелых случаях к бою призывались также крестьяне и простой народ. Крестьянская пехота играла большую роль в захвате городов и замков.

### Экономика и казначейство
Немаловажны и заслуги Казимира в экономической сфере. Иностранная колонизация Польши при Казимире приняла значительный масштаб: большинство пустующих земель заселяют немцы, отчасти армяне, евреи, татары; всем им Казимир обеспечивает свободу вероисповедания. Всё это привело к экономическому и культурному росту страны. Он также окружал заботой города, видя в них источник приумножения благосостояния страны. Он предоставил торговые привилегии Кракову. Во время правления Казимира было основано около 100 новых городов, всем им было даровано магдебургское право. Основание городов по немецкому принципу приводило к тому, что в его государство переезжали банкиры, торговцы и ремесленники с Запада. Важную роль в развитии торговли здесь сыграла Ганза — союз торговых городов Северной Европы, расположенных в том числе на Балтике и на Висле.
Казна росла за счет доходов от обширных королевских владений. Благодаря ревиндикации имущества знати и церкви казна также увеличила свой доход. Увеличению доходов также способствовало изменение налоговой системы и деятельность монетных дворов. В 1338 году Казимир провел денежную реформу. Во времена Казимира произошло ухудшение качества монеты, что также послужило временной выгодой для королевской казны.
Экономическое развитие также отражало демографический рост страны, который в последние годы правления Казимира формировался на уровне 4 %, что при значительной младенческой смертности, низком среднем возрасте человеческой жизни и повторении разрушительных эпидемий следует считать высоким. Общая численность населения королевства насчитывало 1,8 — 1,9 миллионов жителей..

### Культура, образование и искусство
Одной из величайших заслуг Казимира Великого было основание в 1364 году Краковского университета по модели университетов Болоньи и Падуи. Казимир хотел, чтобы университет прежде всего готовил юристов, которые могли бы укреплять государственную систему управления, о которой он так заботился. У студентов университета было много привилегий, в том числе освобождение от пошлин и сборов.
Во время правления Казимира Великого на территории Малой Польши было построено много новых зданий. Помимо многочисленных замков и городов, а также укреплений, расположенных по всему королевству, он вкладывал значительные средства в модернизацию Кракова, в первую очередь на территории Вавеля. В середине-конце XIV века Польша, включая восточные земли (современная Западная Украина) покрылись каменными замками, а города обзавелись каменными стенами. По выражению Длугоша, «Казимир нашёл Польшу деревянной, а оставил каменной (zastał Polskę drewnianą, a zostawił murowaną)». В числе прочих король основал замок в Боболице и построил каменную крепость вместо прежней деревянной в Огродзенце.

### Социальная политика
Казимир III принял строгие меры против грабежей и разбоев, в которых нередко участвовала и своевольная шляхта; дороги стали безопаснее, торговые отношения снова оживились. Казимир покровительствовал низшим классам: он выслушивал жалобы холопов о притеснении и наказывал виновных, в том числе дворянского происхождения; предупреждал народные нужды своими реформами. Так, им организованы автономные крестьянские общины, уменьшены подати, отданы крестьянам пустые земли. За эти действия Казимир получил прозвище «короля холопов».

## Смерть
В сентябре 1370 года Казимир охотился в окрестностях своего замка Пшедбуж. 9 сентября, во второй день охоты, как сообщает Ян из Чарнкова, преследуя оленя, он упал с лошади и получил перелом левой голени.. Видимо, перелом был сложный, потому что поднялась высокая температура, которая в течение нескольких дней не снижалась, несмотря на усилия врачей. Кроме того, король, всегда обладавший крепким здоровьем, пренебрегал врачебными рекомендациями. Несмотря на перелом, в течение нескольких недель он возвращался в Краков. В конце октября Казимира привезли в Вавельский замок, но лихорадка не утихла. 3 ноября король продиктовал свое завещание, а через два дня умер.
В 1869 году в Вавельском соборе была открыта королевская гробница. Комиссия, изучавшая останки монарха, обнаружила, что его левая нога была сломана. Это подтвердило рассказ летописца Яна из Чарнкова об обстоятельствах смерти короля.. 8 июля 1869 года на Вавеле состоялись повторные похороны останков короля Казимира III Великого.

## Титулатура
Титулатура Казимира была достаточно вариативна — различия можно найти даже в документах, выпущенных практически в одно и тот же время. Тем не менее, основа в ней была постоянной на протяжении всего правления: «король польский/Польши, владыка и наследник/дедич земель Краковской, Сандомирской, Серадзской, Ленчицкой, Куявской и Поморской». Например, в документе от ноября 1335 года:
nos Kazimirus, Dei gracia rex Polonie nec non terrarum Cracovie, Sandomirie, Siradie, Lancicie, Cuyavie, Pomeranieque dominus et heres.

Мы, Казимир, Божьей милостью король Польши, владыка и наследник земель Краковской, Сандомирской, Серадзской, Ленчицкой, Куявской и Поморской.

Титул «владыка и дедич Руси» зафиксирован уже в документе, датированном 1337 годом — это может указывать на то, что уже тогда Казимир имел какие-то права на Галицко-Владимирскую Русь, возможно, связанные с соглашением с его свояком Юрием II Болеславом, о передачи Казимиру власти над княжеством Юрия в случае бездетной смерти последнего (однако достоверность этой даты нуждается в подтверждении).

С 1346 года Казимир использует этот титул на постоянной основе. Вот пример титулатуры от января 1364 года:
nos Kazimirus, Dei gracia rex Polonie ac terrarum Cracovie, Sandomirie, Syradie, Lancicie, Cuyavie, Pomeranie, Russieque dominus et heres.

Мы, Казимир, Божьей милостью король Польши, владыка и наследник земель Краковской, Сандомирской, Серадзской, Ленчицкой, Куявской, Поморья и Руси.
Начиная с 1350 года (в частности, в 1356 году) Казимир иногда называл себя также «королем Польши и Руси». Строгое правовое толкование этого титула предполагает вывод об отдельных государствах, объединённые личной унией (так, например, считает польский историк Феликс Кирик). Однако истинные причины его использования остаются загадкой. Возможно, это было всего лишь имитацией канцелярии короля Венгрии, однако это также могло быть преднамеренным подчеркиванием польских претензий на русские земли вопреки аналогичным венгерским притязаниям. Вот ещё пример использования такого титула, документ от января 1358 года:
Nos Kazimirus, Dei gracia rex Polonie et Russie, nec non Cracovie, Sandomirie, Syradie, Lancicie, Cuyavie, Mazovie, Dobrinie, Pomoranie ducatuum et terrarum verus dominus et heres.

Мы, Казимир, Божьей милостью, король Польши и Руси, а также истинный владыка и наследник княжеств и земель Краковской, Сандомирской, Серадзской, Ленчицкой, Куявской, Мазовецкой, Добжинской, Поморья.
На территории Руси королевская канцелярия выдавала документы на русском языке; например, акт, выданный в 1361 году Хоту Быбельскому, начинается так:
My krol Kazimir krakowskoj zemli, sudomirskoj zemli, syradzkoj zemli, polskij zemli, kujawskij zemli, dobrianskij zemli, pomorskij zemli korol wielebnyj, ruskoj zemli hospodar i didycz, wiecznyj zemlam tym samoderżec.

Мы, король Казимир, краковской земли, сандомирской земли, серадзской земли, польской земли, куявской земли, добжинской земли, поморской земли король почитаемый, русской земли господарь и дедич, вечный самодержец этих земель.

## Браки и дети
Король Польши Казимир III Великий вступал в брак четыре раза.
Первой женой Казимира в 1325 году стала литовская княжна Анна (Альдона) (1311/1313 — 1339), дочь великого князя литовского Гедимина. Дети от этого брака:
- Елизавета (1326—1361). Замужем за герцогом померанским Богуславом V Великим
- Кунегунда (ок. 1328—1357). Замужем за герцогом Верхней Баварии и курфюрста Бранденбургского Людвигом VI Римлянином

В 1341 году Казимир III вступил во второй брак с Адельгейдой Гессенской (1324—1371), дочерью ландграфа Гессенского Генриха II Железного. Брак оказался несчастливым, вскоре после свадьбы Казимир стал жить отдельно от жены. Детей в браке не было..
В 1356 году Казимир объявил себя свободным и женился на своей любовнице, чешской мещанке Кристине Рокичане (ок. 1330 — ок. 1365), вдове богатого пражского купца Николая Рокичана. При этом документально его брак с Адельгейдой расторгнут не был. Таким образом, у польского короля имела место бигамия (двоежёнство), что вызвало возмущение папы Иннокентия VI. Брак Казимира и Кристины продолжался до 1363 года, когда король вновь объявил себя свободным. Детей в браке не было.
В 1365 году Казимир III в четвёртый раз женился на Ядвиге Жаганьской (ок. 1340—1390), дочери князя Жаганьского Генриха V Железного. Это брак вызвал новую волну скандала, так как была жива и активно отстаивала свои права Адельгейда Гессенская, была жива и Кристина Рокичана. Положение изменилось в 1368 году, когда папа Урбан V согласился признать развод Казимира и Адельгейды Гессенской. К этому времени уже умерла Кристина Рокичана и не оставалось препятствий для признания Ядвиги Жаганьской законной женой и королевой Польши, хотя факт признания этого брака законным до сих пор является предметом спора среди историков.. Дети от этого брака:
- Анна  (1366—1422). замужем за графом Вильгельм Целе (фон Цилли). Их единственная дочь Анна Цельская (Анна фон Цилли) стала второй женой польского короля и литовского великого князя Ягайло
- Кунегунда (1367—1370)
- Ядвига  (1368 — ок. 1407).

Законность трех младших дочерей оспаривалась. 5 декабря 1369 года Анна и Кунигунда были узаконены папой Урбаном V, а Ядвига была узаконена папой Григорием XI 1 октября 1371 года (уже после смерти Казимира).
Также известно о многочисленных фаворитках Казимира. Так, согласно легенде, встречающейся впервые в XV веке, в отношениях с еврейкой Эстеркой (Эстер) у него родились три сына — Пелко, Ян и Немир (Немежа) — и две дочери (неизвестные по именам). Ян Длугош также сообщал о неудачной попытке сватовства Казимира (после смерти в 1339 году королевы Анны) к дочери чешского короля Яна Люксембургского Маргарите (1313—1341) (вдове герцога Нижней Баварии Генриха XIV). Отец и брат невесты настаивали на заключении этого довольно выгодного династического брака и уже договорились с Казимиром, но в июле 1341 года Маргарита слегла в горячке и умерла.